# Athanasios Miaoulīs
Athanasios Miaoulīs (in greco: Αθανάσιος Μιαούλης; Idra, 1815 – Parigi, 19 giugno 1865) è stato un politico greco, primo ministro della Grecia dal 24 novembre 1857 al 7 giugno 1862.

## Biografia
Figlio del celebre ammiraglio Andreas Miaoulis, eroe della Guerra d'indipendenza greca, appartenente alla comunità degli arvaniti dell'isola di Idra, sin da bambino si appassionò al mare, passione trasmessagli dal padre, che lo educò anche all'arte e alla tecnica marinara, sulla quale ebbe modo di approfondire le sue conoscenze leggendo anche le opere di Filippos Iaonnou. Quando la Grecia divenne un regno indipendente, nel 1832, sotto lo scettro di Ottone di Baviera, il giovane Athanasios fu inviato in Germania, per studiare all'Accademia militare di Monaco di Baviera, dalla quale uscì con il grado di ufficiale, servendo successivamente nella Marina ellenica. Il 24 novembre 1857, caduto il governo di Dimitrios Voulgaris, Miaoulīs fu scelto da re Ottone per guidare un nuovo ministero, che però fu sconfitto alle elezioni liberali del 1859. Il gabinetto sarebbe dovuto andare a Konstantinos Kanaris, che però non riuscì a formare una nuova compagine ministeriale; in tal modo, l'ammiraglio greco riottenne la nomina a primo ministro il 10 giugno dello stesso anno. Sconfitto alle elezioni del 1862, si dimise il 7 giugno di quell'anno, lasciando il governo a Gennaios Kolokotronis. Dopo il golpe militare del 10 ottobre 1862, che depose Ottone e portò al potere re Giorgio I di Grecia, Miaoulīs abbandonò il suo paese e si trasferì in Francia, morendo a Parigi il 19 giugno 1865.